# NGC 4920
NGC 4920 este o galaxie situată în constelația Fecioara. A fost descoperită în 1882 de către Ernst Wilhelm Tempel. Se află la o distanță de 18,2 megaparseci de Pământ.